# Districtul Leer
Districtul Leer este un district administrativ rural  (în germană Landkreis) situat în landul Saxonia Inferioară, Germania. 
1. ↑  Bundesgesetzblatt, 27 septembrie 2004, p. 2350
2. 1 2 3  GeoNames